# Дина Манфредини
Дина Манфредини (итал. Dina Manfredini; Пјевепелаго, 4. април 1897 — Џонстон, 17. децембар 2012) била је америчка суперстогодишњакиња која је према гинисовој књизи рекорда носила титулу најстарије живе особе на свету у периоду од 4. до 17. децембра 2012. године.

## Биографија
Дина Манфредини рођена је у малој општини Пјевепелаго у региону Емилија—Ромања у северној Италији, 4. априла 1897. године. Њени родитељи били су Карло и Марија Гери. 1920. године, убрзо након што се удала за Рикарда Манфрединија, емигрирала је у Сједињене Америчке Државе. Пар је имао укупно четворо деце: Мери Русо (1921–2020), Дантеа (1922–2016), Рудија (1924–1997) и Енеса (рођен 1928).
Током Другог светског рата, радила у фабрици муниције, а касније и као чистачица све до своје 90-те године, када је отишла у пензију. Подцењивала је своје године како људи неби помислили да је престара за рад.
Њен супруг преминуо је 1965. године у 79. години живота. Након његове смрти, живела је сама око 42 године до усељења у старачки дом 2007. године у доби од 110 година. Преживела је рак дебелог црева у 101. години. Плесала је у 103. години и још увек је била у стању да лопатом чисти снег када је имала 106 година.
4. децембра 2012. године, након смрти 116-годишње Бес Купер, постала је најстарија жива особа у Сједињеним Америчким Државама и на свету.
Дина Манфредини преминула је у Џонстону, Ајова, Сједињене Америчке Државе, 17. децембра 2012. године, у доби од 115 година и 257 дана. Након њене смрти, тада 115-годишњи Џироемон Кимура из Јапана, преузео је титулу најстарије живе особе на свету, а тада 114-годишња Кото Окубо такође из Јапана, преузела је титулу најстарије живе жене на свету.